# Asterorhombus cocosensis
Asterorhombus cocosensis är en fiskart som först beskrevs av Bleeker, 1855.  Asterorhombus cocosensis ingår i släktet Asterorhombus och familjen tungevarsfiskar. Inga underarter finns listade.